# Ла-Аба
Ла-Аба (ісп. La Haba) — муніципалітет в Іспанії, у складі автономної спільноти Естремадура, у провінції Бадахос. Населення — 1351 особа (2010).
Муніципалітет розташований на відстані близько 240 км на південний захід від Мадрида, 100 км на схід від Бадахоса.

## Демографія
Динаміка населення (INE ):